# Belvedere House (Dublin)
Belvedere House ist ein Stadthaus in der Great Denmark Street im Norden der irischen Hauptstadt Dublin.

## Geschichte
George Rochfort, 2. Earl of Belvedere, ließ es 1775 für £ 24.000 errichten. 1841 wurde es ein Jesuitenkolleg.

## Geister
Das Haus soll angeblich vom Geist von Rochforts Mutter, Mary Molesworth, 1. Lady of Belvedere, die hier starb, heimgesucht werden.